# Protapanteles pyrenaicus
Protapanteles pyrenaicus is een insect dat behoort tot de orde vliesvleugeligen (Hymenoptera) en de familie van de schildwespen (Braconidae). De wetenschappelijke naam van de soort werd voor het eerst geldig gepubliceerd door Oltra & Jimenez in 2005.